# Etapa distrital del Cusco 2022
La Etapa Distrital del Cusco 2022 se inició el 20 de marzo con la presencia de 11 equipos, incluyendo al Deportivo Garcilaso que fue eliminado en las primeras etapas de la Copa Perú 2021. El torneo concluyó el 8 de mayo y clasificó al Inkas FC y al Deportivo Garcilaso a la Etapa provincial del Cusco 2022

## Formato
El torneo contará con la presencia de 11 equipos divididos en 2 grupos donde jugaran todos contra todos. Los cuatro primeros de cada grupo pasaran a cuartos de final, luego a semifinal y a la final para determinar al campeón. 

## Equipos participantes
| Grupo A                              | Grupo B           |
| ------------------------------------ | ----------------- |
| River Saphi                          | EF Real Garcilaso |
| Inkas FC (Ángeles Terribles Ladinos) | Cienciano Junior  |
| Ing. Eléctrica                       | Salesianos        |
| Deportivo Garcilaso                  | San Francisco     |
| Ing. Civil                           | Universitario     |
| CSD Abancay                          |                   |

## Estadio
Los partidos de la liga distrital del Cusco 2022 hasta la etapa semifinal se desarrollaron en el estadio de la GUE Inca Garcilaso de La vega. La final fue disputada en el estadio Cajonahuaylla de San Jerónimo. 

## Primera etapa - Fase de grupos

### Grupo A

#### Fecha 1. Domingo 20 de marzo de 2022[2]
| GRUPO | Equipo 1            |   | Equipo 2    |   |
| ----- | ------------------- | - | ----------- | - |
| A     | River Saphi         | 1 | Inkas FC    | 3 |
| A     | Ing. Eléctrica      | 3 | CSD Abancay | 0 |
| A     | Deportivo Garcilaso | 4 | Ing. Civil  | 1 |

#### Fecha 2. Domingo 27 de marzo de 2022[3]
| GRUPO | Equipo 1            |   | Equipo 2       |   |
| ----- | ------------------- | - | -------------- | - |
| A     | River Saphi         | 0 | Ing. Eléctrica | 5 |
| A     | Deportivo Garcilaso | 0 | Inkas FC       | 0 |
| A     | Ing. Civil          | 1 | CSD Abancay    | 3 |

#### Fecha 3. Domingo 3 de abril de 2022
| GRUPO | Equipo 1    |   | Equipo 2            |   |
| ----- | ----------- | - | ------------------- | - |
| A     | River Saphi | 0 | Deportivo Garcilaso | 4 |
| A     | Ing. Civil  | 1 | Ing. Eléctrica      | 3 |
| A     | CSD Abancay | 1 | Inkas FC            | 3 |

#### Fecha 4. Domingo 10 de abril de 2022
| GRUPO | Equipo 1    |   | Equipo 2            |   |
| ----- | ----------- | - | ------------------- | - |
| A     | River Saphi | 0 | Ing. Civil          | 3 |
| A     | CSD Abancay | 0 | Deportivo Garcilaso | 7 |
| A     | Inkas FC    | 2 | Ing. Eléctrica      | 0 |

#### Fecha 5. Domingo 17 de abril de 2022
| GRUPO | Equipo 1       |   | Equipo 2            |   |
| ----- | -------------- | - | ------------------- | - |
| A     | River Saphi    | 0 | CSD Abancay         | 4 |
| A     | Inkas FC       | 1 | Ing. Civil          | 0 |
| A     | Ing. Eléctrica | 1 | Deportivo Garcilaso | 1 |

#### Tabla de posiciones GRUPO A
| Pos. | Equipo              | Pts. | PJ | PG | PE | PP | GF | GC | Dif. |
| ---- | ------------------- | ---- | -- | -- | -- | -- | -- | -- | ---- |
| 1.º  | Inkas FC            | 13   | 5  | 4  | 1  | 0  | 9  | 2  | 7    |
| 2.º  | Deportivo Garcilaso | 11   | 5  | 3  | 2  | 0  | 16 | 2  | 14   |
| 3.º  | Ing. Eléctrica      | 10   | 5  | 3  | 1  | 1  | 12 | 4  | 8    |
| 4.º  | Ing. Civil          | 3    | 5  | 1  | 0  | 4  | 6  | 11 | −5   |
| 5.º  | CSD Abancay         | 3    | 5  | 2  | 0  | 3  | 8  | 14 | −6   |
| 6.º  | River Saphi         | 0    | 5  | 0  | 0  | 5  | 1  | 19 | −18  |

|  | Clasifica a cuartos de final. |

Nota: CSD Abancay pierde 3 puntos en mesa.

### Grupo B

#### Fecha 1. Domingo 20 de marzo de 2022
| GRUPO | Equipo 1          |   | Equipo 2      |   |
| ----- | ----------------- | - | ------------- | - |
| B     | Cienciano Junior  | 1 | Universitario | 1 |
| B     | Salesianos        | 4 | San Francisco | 1 |
| B     | EF Real Garcilaso |   | DESCANSA      |   |

#### Fecha 2. Domingo 27 de marzo de 2022
| GRUPO | Equipo 1         |   | Equipo 2          |   |
| ----- | ---------------- | - | ----------------- | - |
| B     | Salesianos       | 1 | EF Real Garcilaso | 1 |
| B     | San Francisco    | 0 | Universitario     | 2 |
| B     | Cienciano Junior |   | DESCANSA          |   |

#### Fecha 3. Domingo 3 de abril de 2022
| GRUPO | Equipo 1      |   | Equipo 2          |   |
| ----- | ------------- | - | ----------------- | - |
| B     | San Francisco | 0 | Cienciano Junior  | 3 |
| B     | Universitario | 0 | EF Real Garcilaso | 0 |
| B     | Salesianos    |   | DESCANSA          |   |

#### Fecha 4. Domingo 10 de abril de 2022
| GRUPO | Equipo 1          |   | Equipo 2         |   |
| ----- | ----------------- | - | ---------------- | - |
| B     | Universitario     | 0 | Salesianos       | 3 |
| B     | EF Real Garcilaso | 0 | Cienciano Junior | 2 |
| B     | San Francisco     |   | DESCANSA         |   |

#### Fecha 5. Domingo 17 de abril de 2022
| GRUPO | Equipo 1          |   | Equipo 2      |   |
| ----- | ----------------- | - | ------------- | - |
| B     | EF Real Garcilaso | 1 | San Francisco | 0 |
| B     | Cienciano Junior  | 0 | Salesianos    | 1 |
| B     | Universitario     |   | DESCANSA      |   |

#### Tabla de posiciones GRUPO B
| Pos. | Equipo            | Pts. | PJ | PG | PE | PP | GF | GC | Dif. |
| ---- | ----------------- | ---- | -- | -- | -- | -- | -- | -- | ---- |
| 1.º  | Salesianos        | 10   | 4  | 3  | 1  | 0  | 9  | 2  | 7    |
| 2.º  | Cienciano Junior  | 7    | 4  | 2  | 1  | 1  | 6  | 2  | 4    |
| 3.º  | Universitario     | 5    | 4  | 1  | 2  | 1  | 3  | 4  | −1   |
| 4.º  | EF Real Garcilaso | 5    | 4  | 1  | 2  | 1  | 2  | 3  | −1   |
| 5.º  | San Francisco     | 0    | 4  | 0  | 0  | 4  | 1  | 10 | −9   |

|  | Clasifica a cuartos de final. |

## Segunda etapa - Cuartos de final[5]
| Fecha      | Equipo 1          |   | Equipo 2         |   |
| ---------- | ----------------- | - | ---------------- | - |
| 24/04/2022 | Ing. Eléctrica    | 0 | Cienciano Junior | 1 |
| 24/04/2022 | EF Real Garcilaso | 0 | Dep. Garcilaso   | 4 |
| 24/04/2022 | Inkas FC          | 3 | Universitario    | 1 |
| 24/04/2022 | Salesianos        | 0 | Ing. Civil       | 2 |

Por el descenso:
| Fecha      | Equipo 1      |   | Equipo 2    |   |
| ---------- | ------------- | - | ----------- | - |
| 24/04/2022 | San Francisco | 2 | River Saphi | 1 |

## Tercera etapa - Semifinal
| Fecha      | Equipo 1         |   | Equipo 2   |   |
| ---------- | ---------------- | - | ---------- | - |
| 01/05/2022 | Cienciano Junior | 0 | Inkas FC   | 1 |
| 01/05/2022 | Dep. Garcilaso   | 4 | Ing. Civil | 0 |

Por el descenso:
| Fecha      | Equipo 1      |   | Equipo 2    |   |
| ---------- | ------------- | - | ----------- | - |
| 01/05/2022 | San Francisco | 1 | CSD Abancay | 0 |

## Cuarta etapa - Final
| Fecha      | Equipo 1 |       | Equipo 2       |       |
| ---------- | -------- | ----- | -------------- | ----- |
| 08/05/2022 | Inkas FC | 1 (5) | Dep. Garcilaso | 1 (4) |